# Hungry Range
Hungry Range lub Hungry Mountain – niski, podłużny szczyt w Hrabstwie Washoe w Nevadzie (USA). Wysokość góry wynosi 1 822 m (5 978 stóp) n.p.m.